# Nina Petrowna Jemeljanowa

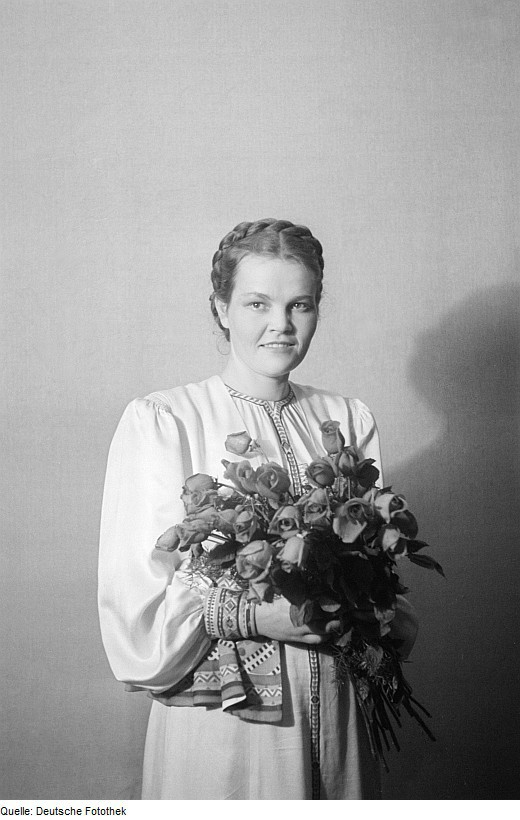
Nina Petrowna Jemeljanowa, 1946 in Berlin

Nina Petrowna Jemeljanowa (russisch Нина Петровна Емельянова; * 16. Novemberjul. / 29. November 1912greg. in Nowoukrajinka, Gouvernement Cherson; † 2. Februar 1998 in Moskau) war eine sowjetische bzw. russische Pianistin, Musikpädagogin und Hochschullehrerin.

## Leben
Die Eisenbahnerarzttochter Jemeljanowa studierte 1922–1929 in Rostow am Don am Musik-Technikum in der Klavier-Klasse L. M. Erman-Zeitlinas und dann am Moskauer Konservatorium in der Klavier-Klasse Samuil Feinbergs mit Abschluss 1935 mit Auszeichnung. Es folgte bei ihm die Aspirantur mit Abschluss 1938. Für den Bereich Kammermusik-Ensemble war sie Studentin bei Wassili Netschajew gewesen.
Seit 1935 trat Jemeljanowa in Konzerten auch in vielen anderen Ländern auf. Zu ihrem Repertoire gehörten die Werke Beethovens, die Etüden und Préludes Chopins, die 24 Préludes und 2 Klaviersonaten Sergei Rachmaninows, Mili Balakirews Islamej und die Klavierkonzerte Pjotr Tschaikowskis und  Sergei Rachmaninows.
Ab 1938 lehrte Jemeljanowa am Moskauer Konservatorium speziell Klavier.
Während des Deutschen Angriffskriegs gegen die Sowjetunion konzertierte Jemeljanowa in den Hospitälern für die Verwundeten, in Rundfunk-Übertragungen nach den Wünschen der Soldaten an den Fronten und mit den Frontkonzertbrigaden. Sie war an dem Festkonzert am 9. Mai 1945 in Moskau zum Ende des deutschen Kriegs beteiligt.
Jemeljanowa nahm 1944 ihre Lehrtätigkeit am Moskauer Konservatorium wieder auf. Von 1955 bis 1965 war sie Dekanin der Klavier-Fakultät. Zur Professorin wurde sie 1960 ernannt. Von 1965 bis 1976 leitete sie den Lehrstuhl speziell für Klavier. Zu ihren Schülern gehörten Anatoli Katz, Irina Plotnikowa, Ljubow Schischchanowa und Lidija Dawydowa. Jemeljanowa ging 1991 in Pension.
Jemeljanowa starb am 2. Februar 1998 in Moskau und wurde auf dem Friedhof in Chimki begraben.

## Ehrungen, Preise
- Preisträgerin des Allunionswettbewerbs der Musiker (1935)[1]
- Preisträgerin des Internationalen Chopin-Wettbewerbs (Warschau 1937)[1]
- Ehrenzeichen der Sowjetunion (1937)[1]
- Verdiente Künstlerin der RSFSR (1946)
- Verdiente Kunstschaffende der RSFSR (1958)
- Orden des Roten Banners der Arbeit (1960)
- Volkskünstlerin der RSFSR (1966)[1]